# Bruno III van Berg

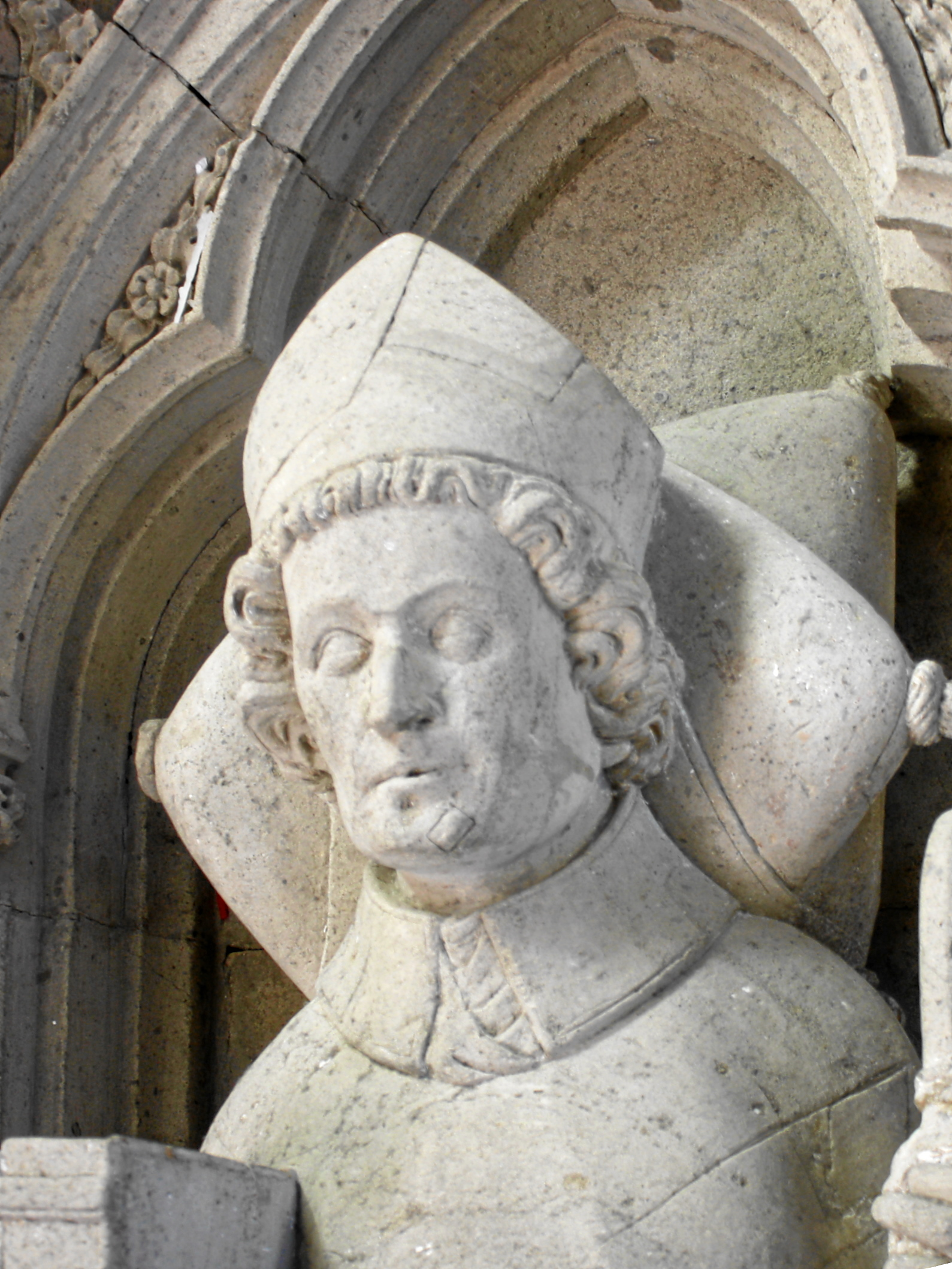
Grafzerk van Bruno III van Berg in de Dom van Altenberg.

Bruno III van Berg (circa 1140 - circa 1200) was van 1191 tot 1193 aartsbisschop van Keulen. Hij behoorde tot het huis Berg.

## Levensloop
Bruno III was een zoon van graaf Adolf II van Berg. Verschillende familieleden van hem — zijn broer Frederik II,  zijn oom Bruno II en zijn neef Engelbert II — waren ook aartsbisschop van Keulen.
Bruno was voorbestemd voor een kerkelijke loopbaan en begon die als proost van de Sint-Joriskerk in Keulen. Later werd hij lid van het kapittel van de Dom van Keulen en in 1168 werd hij domproost. In 1191 werd Bruno III aartsbisschop van Keulen, maar na twee jaar legde hij dit ambt al neer. De rest van zijn leven woonde hij als monnik in de Dom van Altenberg. Na zijn dood rond 1200 werd hij daar ook bijgezet.
- Gemeinsame Normdatei: 135951437
- Virtual International Authority File: 80380178